# Bettancourt-la-Longue
 Bettancourt-la-Longue  es una población y comuna francesa, en la región de Champaña-Ardenas, departamento de Marne, en el distrito de Vitry-le-François y cantón de Heiltz-le-Maurupt.

## Demografía
| 102 | 94 | 79 | 81 | 78 | 72 |
| Para los censos de 1962 a 1999 la población legal corresponde a la población sin duplicidades (Fuente: INSEE [Consultar]) |    |    |    |    |    |